# Metropolitansko područje
Metropolitansko područje, takođe metro područje (oblast, region), područje je odnosno regija koja se sastoji od gusto naseljenog urbanog jezgra i ređe naseljenih okolnih područja, uključujući industriju, infrastrukturu i stambene blokove. 
Metropolitansko područje se najčešće sastoji od više jurisdikcionih nivoa i opština: naselja, predgrađa, gradova, okruga, država, pa čak i nacija poput evropskih Evrodistrikta. Kako su se društvene, ekonomske i političke institucije menjale, gradska područja su postala ključne ekonomske i političke regije. Metropolitansko područje uključuje jednu ili više urbanih sredina, kao i satelitske gradove, gradove i ruralna područja koja su društveno-ekonomski vezana za urbana jezgra.

## Opšta definicija
Metropolitansko područje je kombinacija urbane aglomeracije sa zonama koje ne moraju nužno biti urbanog karaktera, ali su usko vezane sa urbanim jezgrama preko zaposlenja ili obavljanja trgovine. Ova okolna područja su poznata i kao putnički pojas, te se mogu proširiti i izvan urbane zone prema drugim političkim subjektima odnosno jedinicama. Na primjer, El Monti u  Kaliforniji se smatra delom metropolitanskog područja Los Anđelesa.
U praksi, parametri metropolitanskog područja, kako u službenim tako i u neslužbenim upotrebama, nisu dosledni. Ponekad su ova područja malo drugačija od urbanih područja, dok u drugim slučajevima ona pokrivaju široku regiju. Podaci o broju stanovnika jednog metropolitanskog područja mogu se razlikovati u milionskim vrednostima. 
Nije bilo značajnijih promena osnovnog koncepta metropolitanskog područja od njegovog usvajanja 1950. godine, iako su se desile značajne promene što se tiče geografskih distribucija — a iste se očekuju i u budućnosti.

## Primeri u svetu
U različitim državama sveta se koriste različiti kriterijumi da se definišu metropolitanska područja odnosno metropole.

### Evropska unija
Eurostat, statistička agencija Evropske unije, stvorio je koncept nazvan Veće urbane zone (engl. Larger Urban Zone, LUZ). Ovaj koncept predstavlja pokušaj usklađivanja definicija metropolitanskog područja, a cilj je da se područja iz kojih značajan udeo stanovništva putuje na posao u grad nazove konceptom poznatim kao „funkcionalne urbane regije”.

### Nemačka
Nemačka ima 11 metropolitanskih regiona.
Prilikom upoređivanja metropolitanskih regiona, mora se imati na umu da granice metropolitanskog regiona često odgovaraju različitim pogledima pojedinačnih subjekata, tako da značajno upoređivanje ključnih brojki stanovnika i područja kao i ekonomske snage može biti od koristi samo u ograničenoj meri. Demarkacija može biti nezavisna od bilo kakvog članstva u gradovima i okruzima. U februaru 2017. godine bivši Ren-Rur nestao je osnivanjem Metropolitanskog regiona Rajnland.
| № i boja | Metropolitanski region                 | Stanovnici (u milionima) | Površina (u km2) | Stanovnici (po km2) | Najveći gradovi | Zemlje                                                                    | EMR  |
| -------- | -------------------------------------- | ------------------------ | ---------------- | ------------------- | --- | ------------------------------------------------------------------------- | ---- |
| 01.      | Rajna-Rur                              | 9,96 (2013)              | 7.110            | 1.401               | Keln, Diseldorf, Dortmund, Esen, Duizburg, Bohum, Vupertal, Bon, Gelzenkirhen, Menhengladbah, Krefeld, Oberhauzen, Hagen, Ham | Severna Rajna-Vestfalija                                                  | 1995 |
| 02.      | Berlin/Brandenburg                     | 6,00 (2015)              | 30.375           | 195                 | Berlin, Potsdam, Kotbus, Brandenburg na Hafelu, Frankfurt na Odri                                                             | Berlin, Brandenburg                                                       | 1995 |
| 03.      | Minhen                                 | 5,71 (2013)              | 24.677           | 231                 | Minhen, Augzburg, Ingolštat, Landshut, Rozenhajm, Frajzing                                                                    | Bavarska                                                                  | 1995 |
| 04.      | Rajna-Majna                            | 5,55 (2013)              | 14.755           | 376                 | Frankfurt na Majni, Visbaden, Majnc, Darmštat, Ofenbah na Majni, Hanau, Gisen, Ašafenburg                                     | Bavarska, Hesen, Rajna-Palatinat                                          | 1995 |
| 05.      | Štutgart                               | 5,20 (2013)              | 15.429           | 338                 | Štutgart, Hajlbron, Rojtlingen, Eslingen am Nekar, Tibingen, Ludvigsburg                                                      | Baden-Virtemberg                                                          | 1995 |
| 06.      | Hamburg                                | 5,00 (2013)              | 26.078           | 192                 | Hamburg, Libek, Šverin, Lineburg, Nojminster, Norderštet, Vismar                                                              | Hamburg, Meklenburg-Zapadna Pomeranija, Donja Saksonija, Šlezvig-Holštajn | 1995 |
| 07.      | Hanover—Braunšvajg —Getingen—Volfsburg | 3,78 (2013)              | 18.578           | 203                 | Hanover, Braunšvajg, Getingen, Volfsburg, Zalcgiter, Hildeshajm, Cele                                                         | Donja Saksonija                                                           | 2005 |
| 08.      | Nirnberg                               | 3,45 (2010)              | 21.349           | 161                 | Nirnberg, Firt, Erlangen, Bamberg, Bajrojt, Hof (Zale), Koburg, Švabah                                                        | Bavarska, Tiringija                                                       | 2005 |
| 09.      | Bremen/Oldenburg                       | 2,72 (2010)              | 13.749           | 198                 | Bremen, Oldenburg, Delmenhorst, Bremerhafen, Vilhelmshafen                                                                    | Bremen, Donja Saksonija                                                   | 2005 |
| 10.      | Centralna Nemačka                      | 2,40 (2013)              | 2.000            | 1.200               | Lajpcig, Kemnic, Hale (Zale), Jena, Gera, Cvikau, Desau-Roslau                                                                | Saksonija, Saksonija-Anhalt, Tiringija                                    | 1997 |
| 11.      | Rajna-Nekar                            | 2,31 (2012)              | 5.638            | 418                 | Manhajm, Ludvigshafen na Rajni, Hajdelberg, Vorms, Nojštat an der Vajnštrase                                                  | Baden-Virtemberg, Hesen, Rajna-Palatinat                                  | 2005 |
|          | Metro regioni                          | 52,01                    | 179.738          | 289                 | |                                                                           |      |
|          | Nemačka                                | 82,00                    | 357.111          | 229                 | |                                                                           |      |

### Filipini
Metro Manila je najveća konurbacija ili urbana aglomeracija na Filipina i zvanično metropolitansko područje koje čini grad Manila plus 15 susednih gradova i opština. Druga metropolitenska područja su smeštena u gradovima Anheles, Metro Bakolod, Metro Bagio, Batangas Siti, Kagajan de Oro, Sebu, Dagupan, Davao, Iloilo, Naga i Olongapo.